# Pontiac Parisienne
Der Pontiac Parisienne war ein Pkw-Modell der oberen Mittelklasse der US-amerikanischen Automobilmarke Pontiac, des  General-Motors-Konzerns, das der dortigen Full-Size-Klasse angehörte und in Kanada von 1957 bis 1986 und in den Vereinigten Staaten von 1982 bis 1986 angeboten wurde.

## Modellgeschichte
Ursprünglich war der Parisienne ein Pontiac-Modell, das ausschließlich in Kanada verkauft wurde. Dort vermarktete Pontiac seit den späten 1950er Jahren nicht die in den USA angebotenen Modelle, sondern Fahrzeuge, die Chevrolet-Technik und Pontiac-Karosserien miteinander verbanden, wobei die technische Verwandtschaft zwischen den Full-Size-Autos der beiden Marken stets eng war. Diese Hybridmodelle trugen in der Regel auch eigene Namen, zum Beispiel Pontiac Laurentian (das kanadische Gegenstück zum Catalina) oder Pontiac Parisienne (Pendant zum Bonneville).

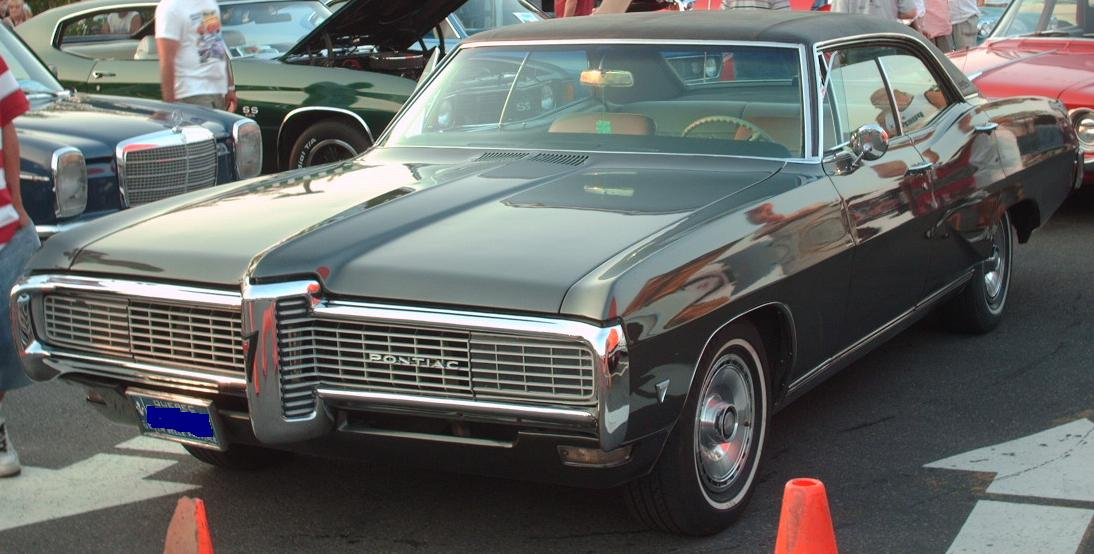
Ein kanadischer Grand Parisienne MJ 1968

Während Pontiac in den USA 1981 die heckgetriebenen Full-Size-Modelle aus dem Angebot nahm, blieben diese in Kanada für den dortigen Markt in Produktion. Als ab 1982 die US-Nachfrage nach großen Modellen wieder anstieg, reagierte das Werk darauf ab Herbst 1982 mit dem Import des Parisienne aus Kanada. Bei diesen Fahrzeugen handelte es sich praktisch um den zeitgenössischen Chevrolet Caprice mit geändertem Grill, anderen Heckleuchten und Pontiac-Emblemen; die Karosserien unterschieden sich damit etwas von den früheren Catalina und Bonneville aus US-Produktion.
Angeboten wurden ein Basismodell als viertürige Limousine und fünftüriger Kombi sowie eine Parisienne Brougham genannte Limousine mit gehobener Ausstattung. Der Antrieb erfolgte durch einen 3,8-Liter-V6-Motor mit Dreigang- oder durch einen Fünfliter-V8-Ottomotor mit Viergang-Automatik (Serie im Kombi). Auf Wunsch gab es auch den bei Oldsmobile gebauten 5,7-Liter-V8-Diesel.
Die Limousinen der Jahrgänge 1985 und 1986 erhielten die Heckleuchten des Bonneville des Jahrgangs 1981 und hintere Radlaufabdeckungen. Ab 1985 diente ein 4,3 Liter-V6 als Basismotor, 1986 entfiel der Diesel.
Nach Ende des Modelljahres 1986 wurde der Parisienne wieder aus dem Angebot genommen; der Kombi blieb bis Sommer 1989 unter der Bezeichnung Pontiac Safari lieferbar.